# Горюни

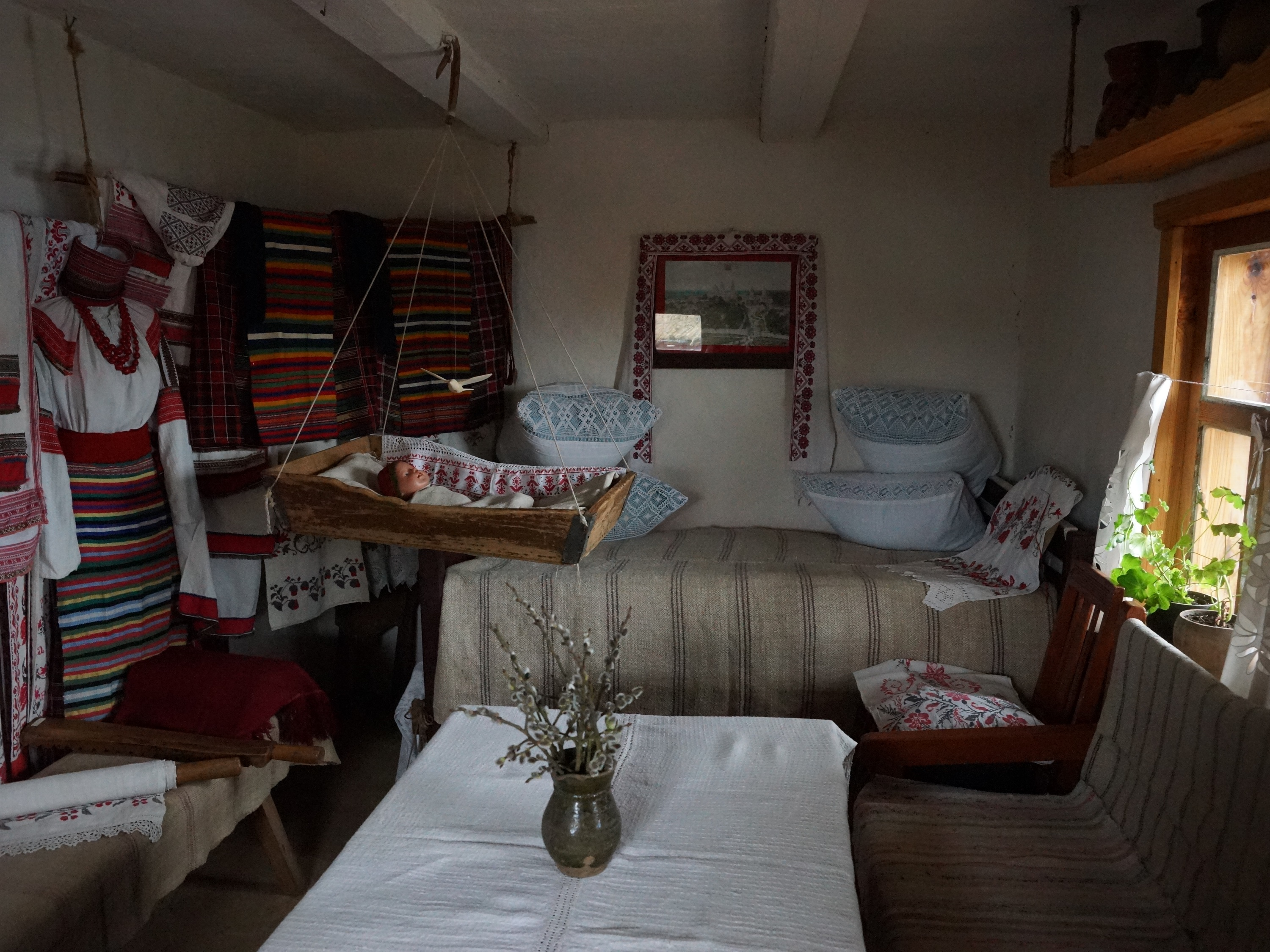
Село Нова Слобода. Експозиція Музею горюнської культури

Горюни — етнографічна група, що сформувалась у XVI ст. на основі давньослов'янського населення стародавньої Сіверщини, Посейм'я та переселенців XVI—XVII ст. Живуть у Путивльському (нині Конотопському) і Білопільському (нині Сумському) районах Сумської області.
Пізнішим нашаруванням на цьому ґрунті стали переселенці із внутрішніх районів Росії на вільні землі Півдня. Серед них — «служилі — ратні люди», що поселялися в XVI—XVIII ст. для охорони степових кордонів, — стрільці, які після входження Чернігово-Сіверщини до складу Росії (1503—1608) розміщувалися в прикордонних повітах: «у градських воріт караули, московські стрільці на караулі стоять»[джерело?]. Цим ратним людям-однодворцям «у службу» надавалися приміські слободи, а потім і землі, що ними інтенсивно освоювалися.
Цей давній народ Путивльщини створив своєрідну побутову культуру, що поєднала білоруські, російські та українські елементи. Саме вони започаткували в регіоні «моду» на незвичний суп із маком та огірками, сичики (своєрідні котлети з квасолі та цибулі, смаженою зі шкварками), борщ із щавлем, гартамака (картопляне пюре, запечене з яйцем)  та автентичні горюнські «чаї», секрет який тримається в таємниці. Збори бувають різні — від різноманітних хвороб та на всяку потреб. Трави для них збираються кожна у свій час та спосіб згідно з традиціями пращурів. А найкращим десертом до такого чаю вважались клінухи – смаколик із сироквашки[що це?], цукру, соди та яйця. 
Говірка етнографічної групи горюнів поволі зникає, але її ще можливо почути у виконавиці місцевих пісень Лукерії Андріївни Кошелевої. Окремі ентузіасти вивчають культуру горюнів. У мові горюнів є українські, російські та білоруські слова.
У 2017 році в с. Нова Слобода було відкрито Музей горюнської культури, експозиція якого відтворює садибу горюнів кінця ХІХ — початку ХХ ст..